# 3-2
„3-2” (jap. 3-2 San hiku ni) – trzynasty singel japońskiego zespołu HKT48, wydany w Japonii 22 kwietnia 2020 roku przez Universal Music.
Singel został wydany w trzech edycjach: dwóch regularnych (Type A, Type B) oraz „teatralnej” (CD). Osiągnął 1 pozycję w rankingu Oricon i pozostał na liście przez 14 tygodni. Singel zdobył status złotej płyty.

## Lista utworów
Większość utworów zostało napisanych przez Yasushiego Akimoto.

### Type A
| CD | CD                                                                                                   | CD                             | CD                               | CD      |
| Nr | Tytuł utworu                                                                                         | Kompozycja                     | Aranżacja                        | Długość |
| -- | --- | ------------------------------ | -------------------------------- | ------- |
| 1. | „3-2”                                                                                                | Katsuhiko Sugiyama             | Katsuhiko Sugiyama, Yachi Manabu | 3:34    |
| 2. | „Oshaberi Jukebox” (jap. おしゃべりジュークボックス) (wyk. HKT48 Eikō no Labyrinth CM Senbatsu 2020) | HRK                            | Yūichi "Masa" Nonaka             | 5:02    |
| 3. | „Kiss no hanabira” (jap. キスの花びら) (wyk. Chō)                                                    | Ayumu Nakamura, Hiroto Kikuchi | Ayumu Nakamura, Hiroto Kikuchi   | 4:37    |
| 4. | „3-2” (Instrumental)                                                                                 | Katsuhiko Sugiyama             | Katsuhiko Sugiyama, Yachi Manabu | 3:34    |
| 5. | „Oshaberi Jukebox” (jap. おしゃべりジュークボックス) (Instrumental)                                  | HRK                            | Yūichi "Masa" Nonaka             | 5:02    |
| 6. | „Kiss no hanabira” (jap. キスの花びら) (Instrumental)                                                | Ayumu Nakamura, Hiroto Kikuchi | Ayumu Nakamura, Hiroto Kikuchi   | 4:37    |

| DVD | DVD | DVD     |
| Nr  | Tytuł utworu                                                                                                 | Długość |
| --- | --- | ------- |
| 1.  | „3-2” (Music Video)                                                                                          |         |
| 2.  | „Oshaberi Jukebox” (jap. おしゃべりジュークボックス) (Music Video)                                           |         |
| 3.  | „Kiss no hanabira” (jap. キスの花びら) (Music Video)                                                         |         |
| 4.  | „HKT48 TikTok Short Video Nonteroppu ver. Part 1” (jap. HKT48 TikTok ショートビデオ ノンテロップver. Part 1) |         |

### Type B
| CD | CD                                                                                                   | CD                 | CD                               | CD      |
| Nr | Tytuł utworu                                                                                         | Kompozycja         | Aranżacja                        | Długość |
| -- | --- | ------------------ | -------------------------------- | ------- |
| 1. | „3-2”                                                                                                | Katsuhiko Sugiyama | Katsuhiko Sugiyama, Yachi Manabu | 3:34    |
| 2. | „Oshaberi Jukebox” (jap. おしゃべりジュークボックス) (wyk. HKT48 Eikō no Labyrinth CM Senbatsu 2020) | HRK                | Yūichi "Masa" Nonaka             | 5:02    |
| 3. | „How about you?” (wyk. Lit charm)                                                                    | OiCHAN             | Araken                           | 4:46    |
| 4. | „3-2” (Instrumental)                                                                                 | Katsuhiko Sugiyama | Katsuhiko Sugiyama, Yachi Manabu | 3:34    |
| 5. | „Oshaberi Jukebox” (jap. おしゃべりジュークボックス) (Instrumental)                                  | HRK                | Yūichi "Masa" Nonaka             | 5:02    |
| 6. | „How about you?” (Instrumental)                                                                      | OiCHAN             | Araken                           | 4:46    |

| DVD | DVD | DVD     |
| Nr  | Tytuł utworu                                                                                                 | Długość |
| --- | --- | ------- |
| 1.  | „3-2” (Music Video)                                                                                          |         |
| 2.  | „Oshaberi Jukebox” (jap. おしゃべりジュークボックス) (Music Video)                                           |         |
| 3.  | „How about you?” (Music Video)                                                                               |         |
| 4.  | „HKT48 TikTok Short Video Nonteroppu ver. Part 2” (jap. HKT48 TikTok ショートビデオ ノンテロップver. Part 2) |         |

### Wer. teatralna
| CD | CD                                                                                                   | CD                 | CD                               | CD      |
| Nr | Tytuł utworu                                                                                         | Kompozycja         | Aranżacja                        | Długość |
| -- | --- | ------------------ | -------------------------------- | ------- |
| 1. | „3-2”                                                                                                | Katsuhiko Sugiyama | Katsuhiko Sugiyama, Yachi Manabu | 3:34    |
| 2. | „Oshaberi Jukebox” (jap. おしゃべりジュークボックス) (wyk. HKT48 Eikō no Labyrinth CM Senbatsu 2020) | HRK                | Yūichi "Masa" Nonaka             | 5:02    |
| 3. | „Seishun no deguchi” (jap. 青春の出口)                                                               | Kento Yamada       | Mine Kushita                     |         |
| 4. | „3-2” (Instrumental)                                                                                 | Katsuhiko Sugiyama | Katsuhiko Sugiyama, Yachi Manabu | 3:34    |
| 5. | „Oshaberi Jukebox” (jap. おしゃべりジュークボックス) (Instrumental)                                  | HRK                | Yūichi "Masa" Nonaka             | 5:02    |
| 6. | „Seishun no deguchi” (jap. 青春の出口) (Instrumental)                                                | Kento Yamada       | Mine Kushita                     |         |

## Skład zespołu
| „3-2” |
| --- |
| - Team H: Yui Kojina, Meru Tashima, Miku Tanaka, Aki Toyonaga, Natsumi Matsuoka, Akari Watanabe - Team KIV: Hirona Unjō (środek), Nene Jitoe, Anna Murashige, Aoi Motomura, Madoka Moriyasu - Team TII: Hana Matsuoka, Hinata Matsumoto, Emiri Yamashita - Kenkyūsei: Kaede Kamijima, Rimika Mizukami |

| „Oshaberi Jukebox” |
| --- |
| - Team H: Yuka Akiyoshi, Haruka Ueno, Riko Sakaguchi, Meru Tashima, Aki Toyonaga, Akari Watanabe - Team KIV: Nene Jitoe (środek), Mai Fuchigami - Team TII: Misaki Aramaki, Ayaka Oda, Sae Kurihara, Moeka Sakai, Erena Sakamoto, Rio Shimizu, Tomoka Takeda - Kenkyūsei: IbKaede Kamijima |

| „Kiss no hanabira” |
| --- |
| - Team H: Yui Kojina, Natsumi Matsuoka (środek) - Team KIV: Madoka Moriyasu (środek) - Team TII: Sae Kurihara, Hinata Matsumoto, Sono Miyazaki, Emiri Yamashita |

| „How about you?” |
| --- |
| - Team H: Haruka Ueno, Riko Sakaguchi - Team KIV: Mina Imada, Serina Kumazawa, Yuki Shimono, Aoi Motomura (środek) - Team TII: Maria Imamura, Hana Matsuoka - Kenkyūsei: Kurumi Takemoto |

| „Seishun no deguchi” |
| --- |
| Piosenka została wykonywana przez wszystkie członkinie HKT48 w momencie wydania (poza Sakurą Miyawaki i Nako Yabuki). - Team H: Yuka Akiyoshi, Yueru Itō, Haruka Ueno, Yui Kojina, Riko Sakaguchi, Meru Tashima, Miku Tanaka, Aki Toyonaga, Natsumi Matsuoka, Akari Watanabe - Team KIV: Mina Imada, Hirona Unjō, Serina Kumazawa, Yuki Shimono, Nene Jitoe, Sayaka Baba, Mai Fuchigami, Anna Murashige, Aoi Motomura, Madoka Moriyasu - Team TII: Misaki Aramaki, Maria Imamura, Ayaka Oda, Sae Kurihara, Moeka Sakai, Erena Sakamoto, Rio Shimizu, Ai Seki, Tomoka Takeda, Hazuki Hokazono, Hana Matsuoka, Hinata Matsumoto, Sono Miyazaki, Bibian Murakawa, Yūna Yamauchi, Emiri Yamashita - Kenkyūsei: Ibuki Ishibashi, Airi Ichimura, Sana Ogawa, Kaede Kamijima, Hijiri Kawahira, Haruka Kudō, Rina Kuriyama, Hinano Gotō, Rino Sakamoto, Kurumi Takemoto, Iori Tanaka, Miyabi Nagano, Rimika Mizukami, Wakana Murakami |

## Notowania
| Lista                             | Pozycja |
| --------------------------------- | ------- |
| Oricon Weekly Singles Chart       | 1       |
| Oricon Yearly Singles Chart       | 30      |
| Billboard Japan Hot 100           | 1       |
| Billboard Japan Hot Singles Sales | 1       |

## Sprzedaż
| Dane wg         | Sprzedaż |
| --------------- | -------- |
| Oricon          | 196 146  |
| Billboard Japan | 206 559+ |